# Charlestown (Cornouailles)
Charlestown est un village et un port sur la côte sud des Cornouailles, Angleterre, Royaume-Uni,. Le port de Charlestown s'est développé à la fin du XVIIIe siècle à partir du village de pêcheurs de West Polmear. Alors que d'autres régions de St Austell ont connu un grand développement au cours du XXe siècle, Charlestown est demeuré relativement inchangé. Il fut utilisé également pour l'export de produits miniers (kaolin) extraits des mines de Cornouailles.

## Particularités

### Musée
Le village abrite le Charlestown Shipwreck & Heritage Centre, un musée naval historique qui abrite une collection de photos d'épaves et de navires dont le célèbre RMS Titanic.

### Navires visibles dans le vieux port
Dans le petit port sont amarrés quelques grands voiliers qui constituent une attraction parallèle :
- Le Earl of Pembroke : Un trois mâts barque de 1948 de 44 m de long.
- Le Kaskelot : Un trois mâts barque de 1948 de 47 m de long amarré à Charlestown[2],[3] (bien que son port d'attache soit Bristol)[3].
- Le Phoenix : Un brick-goélette de 33 m de 1929[4].

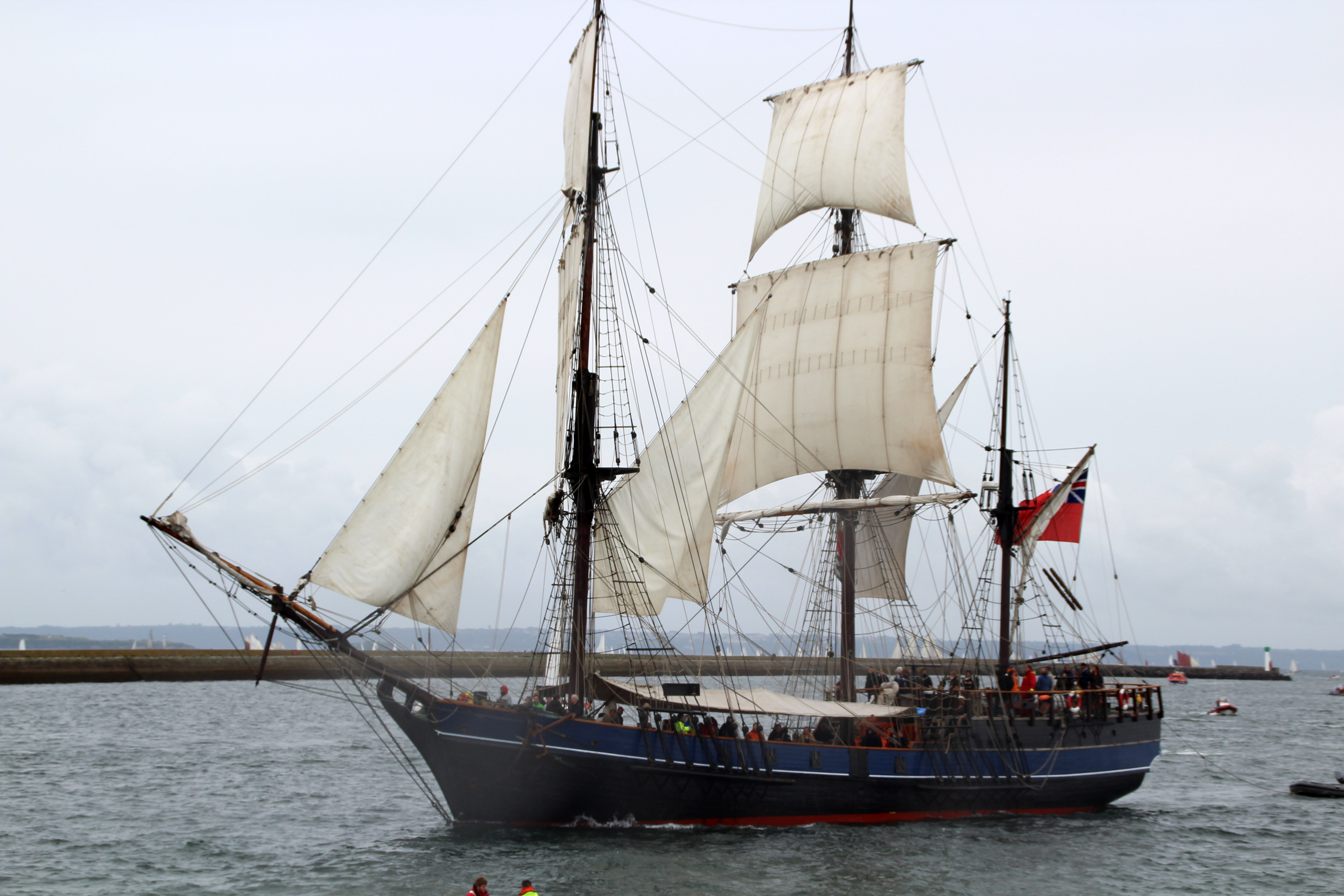
L'Earl of Pembroke à Brest en 2012.
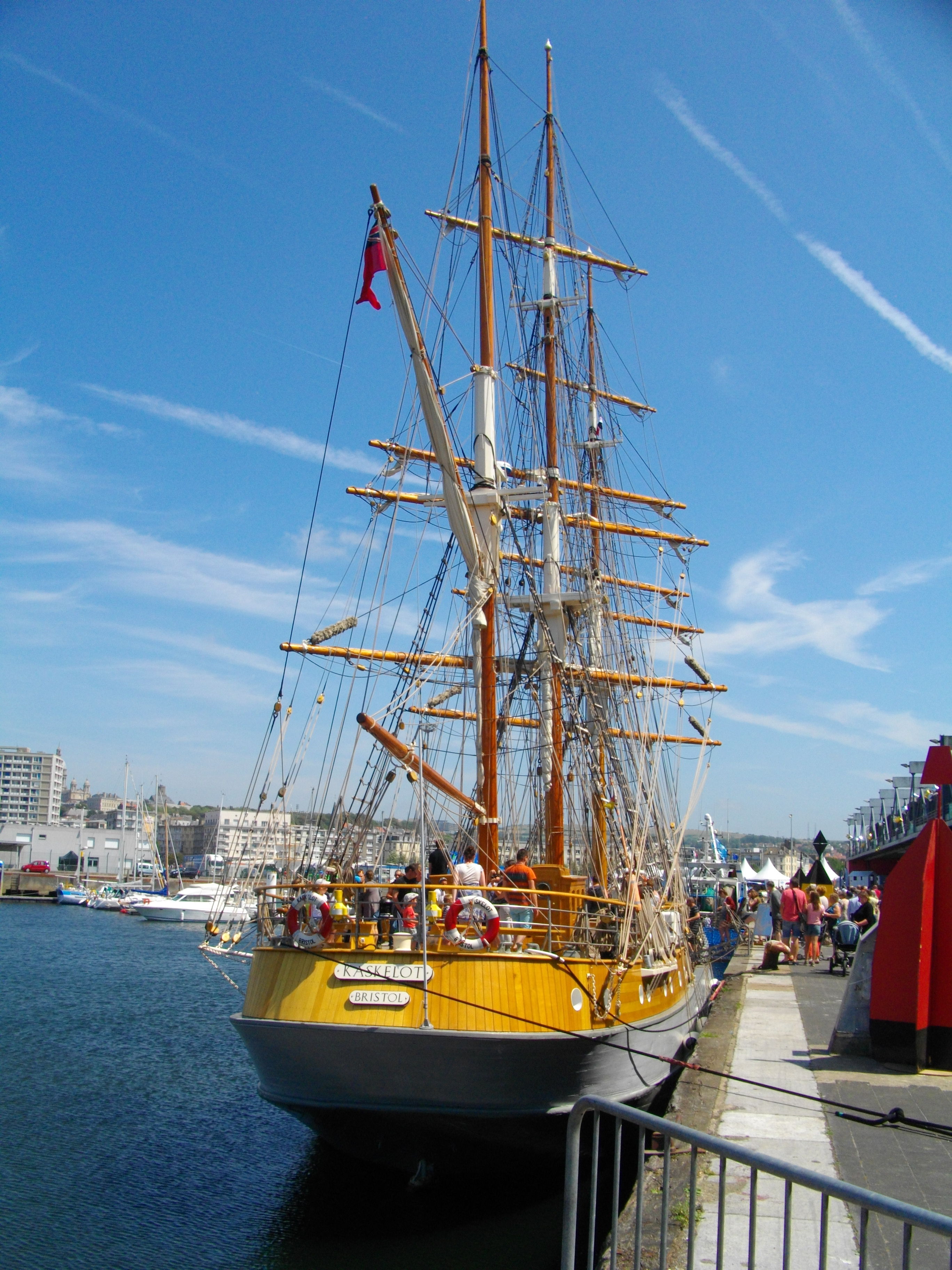
Le Kaskelot à Boulogne en 2015.
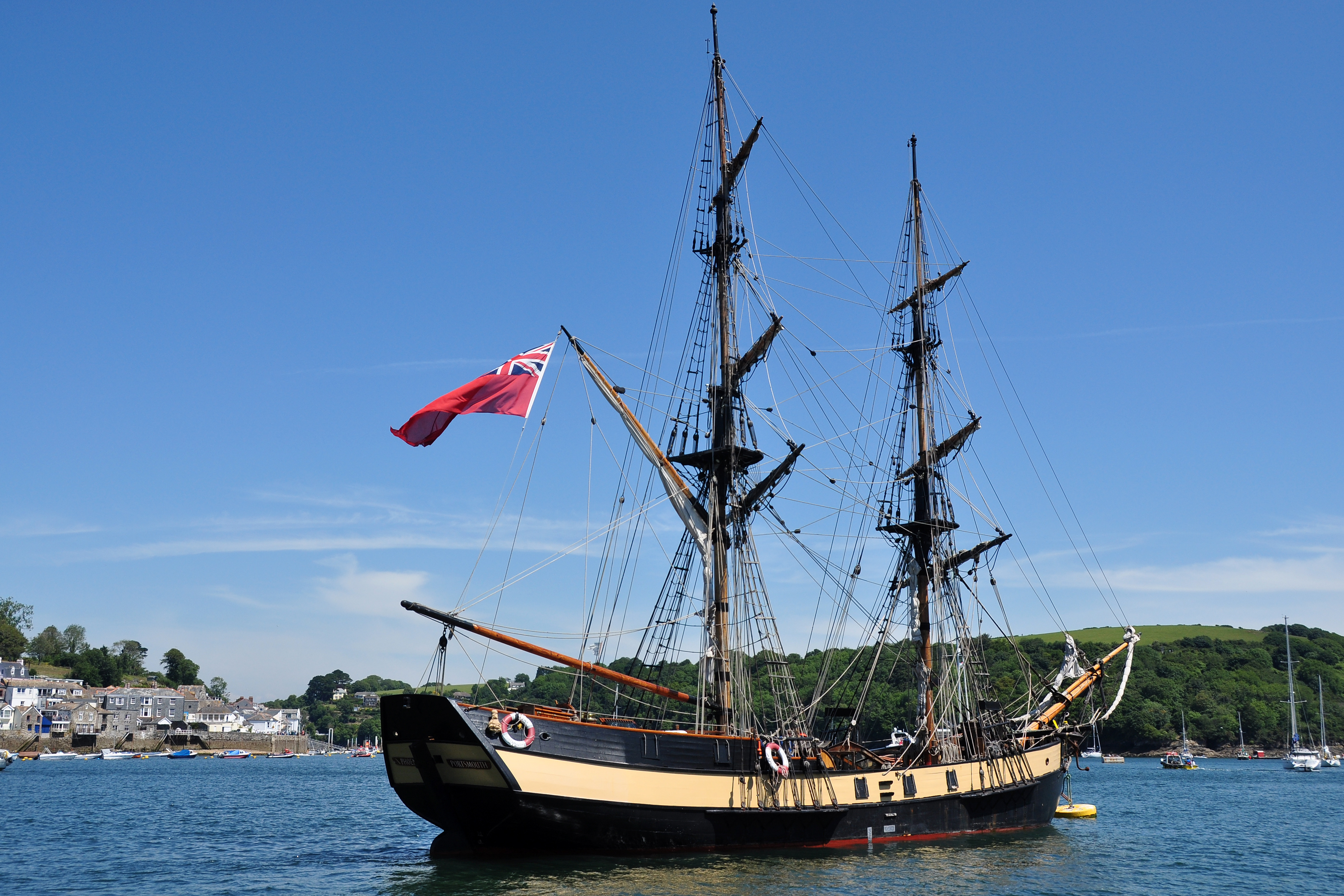
Le Phoenix.

### Patrimoine religieux
- Église Saint-Paul, XIXe siècle.

### Décors de cinéma
De nombreuses productions cinématographiques (film et téléfilm) ont été filmées à Charlestown, qui présente un cadre ancien préservé avec une vue sur la mer depuis le port et des quais hauts et longs avec des vieux gréements amarrés :
- Moll Flanders
- The Eagle has Landed
- Frenchman's Creek
- The Onedin Line
- Mansfield Park
- A Respectable Trade (1998)
- Return to Treasure Island (1986)
- Shackleton (2002)
- Odyssée
- Les trois Mousquetaires (1993)
- Rebecca
- Alice au Pays des merveilles (2010)
- Les Aventures extraordinaires d'un apprenti détective (2014)
- Poldark (série télévisée, 2015)